# Silene haussknechtii
Silene haussknechtii là loài thực vật có hoa thuộc họ Cẩm chướng. Loài này được Heldr. ex Hausskn. miêu tả khoa học đầu tiên năm 1893.